# 博蒙 (阿尔代什省)
博蒙（法語：Beaumont，法語發音：[bomɔ̃] ⓘ）是法国阿尔代什省的一个市镇，属于拉让蒂耶尔区。

## 地理
博蒙（44°32'16"N, 4°10'1"E）面积19.16 平方千米，位于法国奥弗涅-罗讷-阿尔卑斯大区阿尔代什省，该省份为法国东南部内陆省份，北起顺时针与卢瓦尔省、伊泽尔省、德龙省、沃克吕兹省、加尔省、洛泽尔省和上盧瓦爾省接壤。
与博蒙接壤的市镇（或旧市镇、城区）包括：栋纳克、拉布勒、里布、罗克勒、圣安德烈拉尚、圣梅拉尼、萨尼亚克、瓦尔戈日。

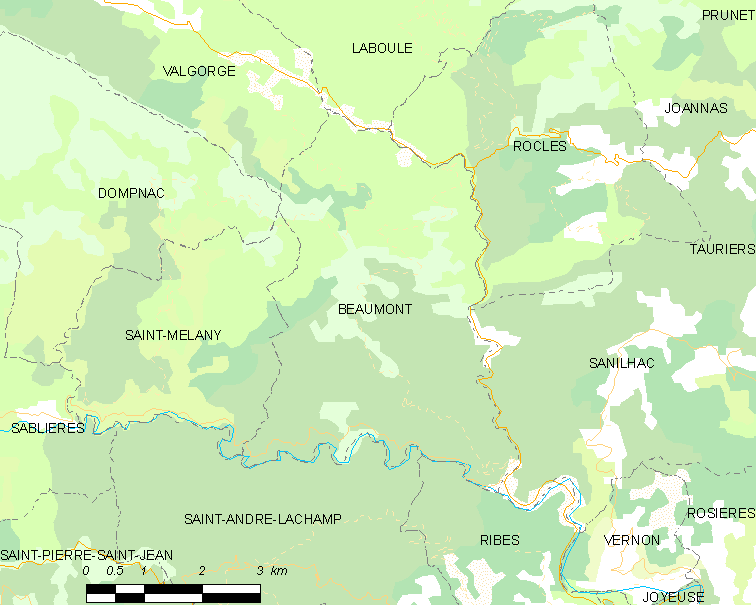
的OSM定位图

博蒙的时区为UTC+01:00、UTC+02:00（夏令时）。

## 行政
博蒙的邮政编码为07110，INSEE市镇编码为07029。

## 政治
博蒙所属的省级选区为阿尔代什塞文县。

## 人口

1962-2008年间人口变化图示

博蒙于2022年1月1日时的人口数量为261人。